# Cloniophorus adelpha
Cloniophorus adelpha är en skalbaggsart som först beskrevs av Thomson 1858.  Cloniophorus adelpha ingår i släktet Cloniophorus och familjen långhorningar.
Artens utbredningsområde är Gabon. Inga underarter finns listade i Catalogue of Life.